# Tiantong Rujing
Tiantong Rujing (chiń. 天童如淨, pinyin Tiāntóng Rújìng; kor. 천동여정 Ch’ŏndong Yŏjŏng; jap. Tendō Nyojō; wiet. Thiên Đồng Như Tịnh; ur. 1163, zm. 17 lipca 1228) – chiński mistrz chan szkoły caodong, znany także jako Changweng Rujing.

## Życiorys
Rujing pochodził z miasta Weijiang położonego w Mingzhou, w pobliżu współczesnego miasta Ningbo w prow. Zhejiang.
Już w dzieciństwie wykazywał niezwykłą inteligencję i po zostaniu mnichem buddyjskim poświęcił się całkowicie studiowaniu sutr i siastr.
Jednak w wieku 19 lat porzucił studiowanie doktryny i został uczniem mistrza chan Furonga Daokaia. Po pewnym czasie odszedł od niego, aby praktykować u mistrza Songyuana Chongyuego (1132–1202). Następnie został uczniem mistrza Wuyonga Jingquana ze szkoły linji, ucznia wielkiego mistrza Dahui Zonggao.
Wreszcie został uczniem mistrza ze szkoły caodong – Xuedou Zhijiana (1105–1192). Pod jego kierunkiem osiągnął oświecenie.
Po otrzymaniu przekazu Dharmy od nauczyciela, przez ponad 20 lat wędrował przenosząc się z klasztoru do klasztoru.
W 1210 r. został mianowany opatem klasztoru Qingliang w Jinling (w Nankinie). Przebywał tam i nauczał przez kilka lat. Potem bardzo krótko był opatem w klasztorze Jingtuchan. Następnie, na życzenie cesarza, był opatem klasztoru Jingzi na południowym brzegu Jeziora Zachodniego w Hangzhou. Podczas jego rezydowania w tym klasztorze został nagrodzony przez cesarza purpurową szatą, którą zdecydowanie odrzucił. Potem, stosunkowo krótko, prowadził klasztor Shuiyan w Mingzhou, po czym przez 9 miesięcy był powtórnie opatem Jingzi.
W 1225 r. został wyznaczony 13 opatem klasztoru Jingde na górze Tiantong, po śmierci jego dotychczasowego opata, mistrza chan szkoły linji – Wuji Liaopaia.
Przez następne cztery lata, aż do swojej śmierci, prowadził ten klasztor.
Przed śmiercią napisał wiersz
| Grzechy, które popełniłem w ciągu sześćdziesięciu sześciu lat mojego życia wypełniają wszechświat: Gdy uderzam siebie, wpadam do piekła żywcem. |

## Nauczanie
Rujing był niezwykle krytycznie nastawiony do współczesnych mu mistrzów chan. Zaatakował ich wysuwając trzy zastrzeżenia
- wiara w to, że konfucjanizm, taoizm i buddyzm są tożsame jest całkowicie błędna. Zaatakował więc synkretyczne nauki kilku mistrzów okresu Song, takich jak np. Dahui Zonggao i Wuzhun Shifan.

Ten element jego nauk został przekazany przez Dōgena, który umieścił go w swoim tekście. Jednak ta cecha jego nauczania została opisana tylko i wyłącznie przez Dōgena i w żadnych innych pismach związanych z Rujingiem, nie ma nawet śladu takich jego poglądów
- sekciarstwo w ramach szkoły chanu – „Pięć domów i siedem szkół”. Pomijając pierwsze „schizmy” w szkole chan w okresie 6 Patriarchów, to rozbicie chanu na szkoły rozpoczęło się wraz z mistrzem Fayanem Wenyi (885–958), który założył pierwszy odrębny „dom” – fayan.

Jednak krytyka mistrza poszła także dalej i krytykował także chan za separowanie się od innych tradycji buddyzmu chińskiego. Ideą mistrza było zjednoczenie buddyzmu.
- upadek dyscypliny w społecznościach klasztornych. Rujing surowo krytykował mnichów noszących długie włosy i paznokcie, jako nie przystające do tradycji i do samego historycznego Buddy. Podkreślał zawsze, że należy się wzorować na patriarchach i buddach.

Kładł bardzo wielki nacisk na praktykę medytacji – zhiguan dazuo (jap. shikan taza). Uważał, że jedynie skoncentrowane, intensywne siedzenie w medytacji, było konieczne dla oświecenia, a wszystkie inne czynności (jak np. palenie kadzidełek, oddawanie czci, recytowanie sutr itd.) – były zupełnie niepotrzebne.
Sam był przykładem dla innych mnichów. Mistrz siedział w medytacji do godziny po 23 w nocy. Wstawał przed 3 w nocy i medytował dalej. Nigdy nie opuścił nawet jednego dnia
Ważnym elementem jego nauki było „wyrzucenie kurzu z umysłu” (chiń. shenxin tuoluo), co cofało go o kilkaset lat i stawiało właściwie w jednym rzędzie z Yuquanem Shenxiu. Jednak Dōgen nie naśladował tu swojego nauczyciela, gdyż istotą jego nauczania stało się „odrzucenie ciała i umysłu”, co jest jakościowo czymś zupełnie innym. Rujing pragnął przywrócić pierwotny stan umysłu przez oczyszczenie go z zanieczyszczeń. Natomiast Dōgen uważał, iż nie ma niczego, do czego pierwotny stan czystości musi być przywracany.
Olbrzymią zasługą Rujinga jest przeniesienie dzięki Dōgenowi jego nauczania do Japonii, gdzie szkoła sōtō jest największą szkołą zenu.

## Linia przekazu Dharmy zen
Pierwsza liczba oznacza liczbę pokoleń od Pierwszego Patriarchy chan w Indiach Mahakaśjapy.
Druga liczba oznacza liczbę pokoleń od Pierwszego Patriarchy chan w Chinach Bodhidharmy.
Trzecia liczba oznacza początek nowej linii przekazu w innym kraju.
- 34/7. Qingyuan Xingsi (660–740)
- 35/8. Shitou Xiqian (700–790) autor poematu Cantong qi
- 36/9. Yaoshan Weiyan (751–834) (także Yueshan)
- 37/10. Yunyan Tansheng (770–841)
- 38/11. Dongshan Liangjie (807–869) Szkoła caodong
  - 39/12. Yunju Daoying (zm. 902)
    - 40/13. Tong’an Daopi (Tong’an Daoying) (bd)
      - 41/14. Tong’an Guanzhi (bd)
        - 42/15. Liangshan Yuanguan (bd)
          - 43/16. Dayang Jingxuan (943–1027) (także Jingyan)
            - 44/17. Fushan Fayuan[b] (991–1067) (także Yunjian)
              - 45/18. Touzi Yiqing (1032–1083)
                - 46/19. Furong Daokai (1043–1118)
                  - 47/20. Lumen Zijue (Jingyin Zijue) (zm. 1117)
                    - 48/21. Qingzhou Yibian (1081-1149)
                      - 49/22. Zizhou Bao (1114-1173)
                        - 50/23. Wangshan Ti (?-?)
                          - 51/24. Wansong Xingxiu (1166-1246)
                            - 52/25. Xueting Fuyu (1203-1275) od niego linia przekazu prowadziła do Shaolin si (został jego opatem) i potem do końcowego okresu Ming

                  - 47/20. Danxia Zichun (1064–1119)
                    - 48/21. Hongzhi Zhengjue (1091–1157) (także jako Tiantong), autor Congronglu
                    - 48/21. Zhenxie Qingliao (1089–1157)
                      - 49/22. Tiantong Zongjue (1091–1162)
                        - 50/23. Xuedou Zhijian (1105–1192)
                          - 51/24. Tiantong Rujing (1163–1228)
                            - 52/25. Wuwai Yiyuan
                            - 52/25/1. Dōgen Kigen (1200–1253) Japonia. Szkoła sōtō